# Erik Johansson (játékvezető)
Erik Johansson (Hälsingborg, 1920. augusztus 27. – Helsingborg, 1977. június 16.) svéd nemzetközi labdarúgó-játékvezető.

## Pályafutása

### Nemzetközi játékvezetés
A Svéd labdarúgó-szövetség Játékvezető Bizottsága (JB) terjesztette fel nemzetközi játékvezetőnek, a Nemzetközi Labdarúgó-szövetség (FIFA) 1960-tól tartotta nyilván bírói keretében. Több nemzetek közötti válogatott és klubmérkőzést vezetett, vagy működő társának partbíróként segített. A svéd nemzetközi játékvezetők rangsorában, a világbajnokság-Európa-bajnokság sorrendjében többedmagával a 24. helyet foglalja el 1 találkozó szolgálatával. Az aktív nemzetközi játékvezetéstől 1965-ben búcsúzott. Válogatott mérkőzéseinek száma: 4.

#### Világbajnokság
A világbajnoki döntőhöz vezető úton Angliába a VIII., az 1966-os labdarúgó-világbajnokságra a FIFA JB bíróként alkalmazta.
| Időpont         | Helyszín                 | Mérkőzés típusa           | Mérkőzés         | Eredmény | Nézők száma |
| --------------- | ------------------------ | ------------------------- | ---------------- | -------- | ----------- |
| 1965. május 23. | Központi Stadion, Lipcse | előselejtező (6. csoport) | NDK–Magyarország | 1 : 1    | 98 765      |